# Struck by Lightning
Struck by Lightning är en amerikansk dramakomedi från 2012 skriven och producerad av Chris Colfer och regisserad av Brian Dannelly. Filmen hade premiär på Tribeca Film Festival den 21 april 2012 och under 2012 visades den på flera internationella filmfestivaler och släpptes till slut på DVD i december 2012. Den kommer i Sverige att släppas på DVD den 5 juni 2013.
Eftersom Colfers hektiska schema med tv-serien Glee, som var ute på världsturné över sommaren, så hade de endast två veckor i juli 2011 på sig att spela in filmen innan Colfer var tvungen att vara tillbaka på Glee. Efter filmen hade spelats in så skrev Colfer en bok med samma namn baserad på filmen som kom ut den 20 november 2012.
Filmens originallåt "Feel Love" var en av de 75 låtar som kunde nomineras till för Bästa sång på Oscarsgalan 2013.

## Handling
Ambitiöse Carson Philips (Chris Colfer) är redaktör för skolans litterära magasin med den till synes omöjliga uppgiften att få eleverna, som främst består av sportfånar, cheerleaders, knarkskallar och kåtbockar, att bidra med texter. Allt ändras den dag han och följeslagaren Hillary (Rebel Wilson) hittar en metod som ska få fart på skolkompisarnas textproduktion – utpressning! Planen är enkel, antingen skriver de för tidningen, eller så kommer alla deras smutsiga små hemligheter ut. Och de är fler än man kan tro.

## Rollista
| Chris Colfer        | – Carson Phillips    |
| Rebel Wilson        | – Malerie Baggs      |
| Christina Hendricks | – April              |
| Sarah Hyland        | – Claire Mathews     |
| Dermot Mulroney     | – Neal Phillips      |
| Allison Janney      | – Sheryl Phillips    |
| Robbie Amell        | – Justin Walker      |
| Ashley Rickards     | – Vicki Jordan       |
| Allie Grant         | – Remy Baker         |
| Angela Kinsey       | – School counselor   |
| Matt Prokop         | – Dwayne Michaels    |
| Carter Jenkins      | – Nicholas Forbes    |
| Graham Rogers       | – Scott Thomas       |
| Polly Bergen        | – Carsons mormor     |
| Charlie Finn        | – Coach Colin Walker |
| Adam Kolkin         | – Young Carson       |